# أكسل مولر (لاعب كرة قدم)
أكسل مولر (بالإسبانية: Axel Müller) هو لاعب كرة قدم أوروغواياني في مركز الوسط، ولد في 2 أكتوبر 1996 في تاكواريمبو ‏ في الأوروغواي. لعب مع مونتيفيديو واندررز ونادي بيسكارا ونادي راسينغ مونتيفيديو.

## وصلات خارجية
- أكسل مولر (لاعب كرة قدم) على موقع قاعدة بيانات كرة القدم.إي يو (الإنجليزية)
- أكسل مولر (لاعب كرة قدم) على موقع Soccerway.com (الإنجليزية)
- أكسل مولر (لاعب كرة قدم) على موقع AS.com (الإسبانية)